# Malaisie aux Deaflympics
La Malaisie participe 4 fois aux Deaflympics d'été depuis 1993. Le pays n'a jamais participé aux Jeux d'hiver.

## Bilan général
L'équipe de Malaisie obtient 11 médailles des Deaflympics donc 1 or, 7 argent et 3 bronze.
| Année | Médaille d'or, Jeux olympiques | Médaille d'argent, Jeux olympiques | Médaille de bronze, Jeux olympiques | Total             | Rang              |
| 1993  | 0                              | 3                                  | 0                                   | 3                 | NC                |
| 1997  | N'a pas participé              | N'a pas participé                  | N'a pas participé                   | N'a pas participé | N'a pas participé |
| 2001  | 1                              | 3                                  | 0                                   | 4                 | 22e               |
| 2005  | 0                              | 0                                  | 2                                   | 2                 | 38e               |
| 2009  | 0                              | 1                                  | 1                                   | 2                 | 39e               |
| 2013  | N'a pas participé              | N'a pas participé                  | N'a pas participé                   | N'a pas participé | N'a pas participé |
| Total | 1                              | 7                                  | 3                                   | 11                |                   |